# Thùy Dương (người dẫn chương trình)
Thùy Dương tên thật là Lisa Nguyễn Thùy Dương, (sinh năm 1982 tại Hải Phòng), là một luật sư, hiện tại là ca sĩ và cũng là MC (người dẫn chương trình) của Trung tâm Asia.

## Tiểu sử
Thùy Dương sinh năm 1982 tại Hải Phòng. Năm 1987, khi Thùy Dương chưa đầy 5 tuổi thì mẹ cô là bà Kim Liên, sinh năm 1957, dẫn cô vượt biên qua đường Trung Quốc tới Hồng Kông, 5 ngày trước thời hạn trại đóng cửa. Thùy Dương và mẹ được nhận vào Úc theo diện Nhân đạo vào năm 1990. Ngay từ lúc còn nhỏ ở Úc, lên đến trung học, vào đại học, Thùy Dương luôn tham gia vào các hoạt động của hội sinh viên, của cộng đồng người Việt tại Úc. Tuy rời Việt Nam khi chưa đầy 5 tuổi, Thùy Dương vẫn có thể sử dụng tiếng Việt một cách thành thạo.

### Học vấn
Thùy Dương có khiếu ăn nói, năm học 1998-1999 lúc học lớp 11, cô đã được chọn làm đại diện cho học sinh toàn trường. Năm 1999 sau khi tốt nghiệp trung học, Thùy Dương ghi tên học Luật tại Đại học Sydney. Cô lấy bằng Cử nhân Luật năm 2004, và Thạc sỹ Luật năm 2009.

### Sự nghiệp
Năm 2004 sau khi đậu bằng cử nhân luật, Thùy Dương sang Philippines làm thiện nguyện khoảng hơn 1 năm trong văn phòng Trịnh Hội hỗ trợ giải quyết giấy tờ cho các thuyền nhân còn kẹt lại ở Philippines.
Thùy Dương xuất hiện lần đầu tiên với tư cách là MC cho Trung tâm Asia tại DVD 54 với chủ đề "Bước Chân Việt Nam", sau khi đoạt giải kỳ thi MC do đài truyền hình SBTN và Trung tâm Asia tổ chức vào đầu tháng 2 năm 2007.

## Quỹ Sen Hoa
Ngoài việc làm MC, Thùy Dương còn là người sáng lập và giám đốc điều hành Quỹ Sen Hoa (SenHoa foundation), một cơ quan phi chính phủ có mục đích giúp trẻ em, phụ nữ Việt Nam thoát khỏi tình trạng buôn người ở Campuchia và những nước Đông Nam Á.
Ngày 25 tháng 5 năm 2013, MC Thùy Dương đại diện Quỹ Sen Hoa sang Vienne nhận giải thưởng The Life Ball Crystal of Hope Award 2013 do Swarovski tài trợ. Senhoa Foundation là một trong 12 dự án được đề cử và cuối cùng nằm là một trong 4 tổ chức được chọn trao giải thưởng này. GlobalGiving, một tổ chức phi vụ lợi giúp trẻ em nghèo khó, đã đến thăm các hoạt động của Senhoa tại Campuchia vào năm 2012 và đề cử Senhoa nhận giải thưởng trên.

## Các tiết mục trình diễn trên sân khấu

### Trung tâm Asia
MC chương trình: ASIA 54 - 82
| STT | Tiết mục                             | Thể hiện với     | Chương trình | Năm  |
| --- | ------------------------------------ | ---------------- | ------------ | ---- |
| 1   | Đám Cưới Đầu Xuân (Trần Thiện Thanh) | Tuấn Vũ          | ASIA 60      | 2009 |
| 2   | Gặp nhau Làm Ngơ (Trần Thiện Thanh)  | Đặng Thế Luân    | ASIA 61      | 2009 |
| 3   | Ngẫu Hứng Lý Qua Cầu (Trần Tiến)     | Tường Nguyên     | ASIA 67      | 2011 |
| 4   | Chuyến tàu tiễn biệt (Y Vân)         | Tường Nguyên     | ASIA 72      | 2013 |
| 5   | Căn Nhà Màu Tím (Hoài Linh)          | Tường Nguyên     | ASIA 73      | 2013 |
| 6   | Giăng Câu (Tô Thanh Tùng)            | Nguyễn Hoàng Nam | ASIA 80      | 2017 |

#### Chương trình thu hình khác
| STT | Tiết mục                                         | Thể hiện với | Chương trình            | Năm  |
| --- | ------------------------------------------------ | ------------ | ----------------------- | ---- |
| 1   | Ngày Xuân Thăm Nhau (Hoài An, Trang Dũng Phương) | solo         | ASIA Liên Khúc Mùa Xuân | 2015 |

## Gia đình
MC Thùy Dương đã làm đám cưới vào ngày 06.08.2014 với Đức Antoine Nguyễn (cũng sinh năm 1982) tại Château Challain, Pháp.